# 別當賀車站

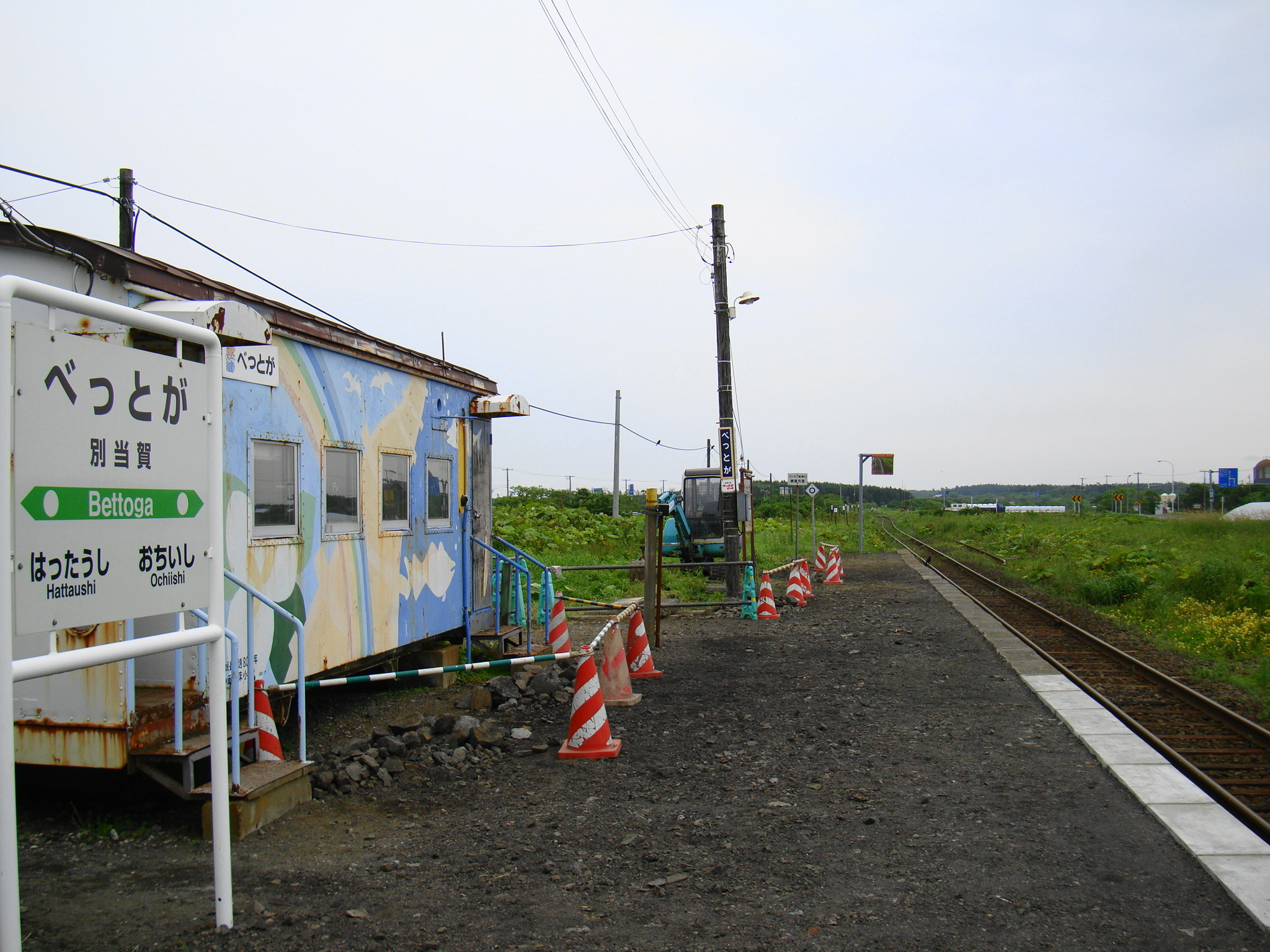
2010年8月時的彩繪車站及月台

別當賀車站（日语：／ Bettoga eki */?）是位於北海道根室市別當賀的北海道旅客鐵道（JR北海道）根室本線（花咲線）的鐵路車站。電報略號為トカ。
車站名稱來自阿伊努語的「pet-utka」（河流的淺灘）。

## 歷史
- 1920年（大正9年）11月10日 - 以國有鐵道車站開始營運。為一般車站。
- 1979年（昭和54年）7月15日 - 終止貨物託運服務。
- 1984年（昭和59年）2月1日 - 終止行李託運服務。
- 1986年（昭和61年）11月1日 - 車站簡易委託化。
- 1987年（昭和62年）4月1日 - 國鐵分割民營化後，由JR北海道繼承。
- 1992年（平成4年）4月1日 - 廢除簡易委託，車站完全自動化。

## 車站構造
別當賀車站為1面1線、側式月台的地面車站，並設有交換設施。為自動化車站，而等候室是由報廢的守車於1986年改建而成。

## 車站周邊
- 北海道道142號根室濱中釧路線
- 北海道道953號號別當賀酪陽線
- 根室徑巴士
- 三里濱
- フレシマ海岸
- 別當賀川
- 天狗岩

## 相鄰車站
北海道旅客鐵道（JR北海道）
根室本線（花咲線）
快速「花咲」（往釧路）、快速「納沙布」、普通（下行的一部分列車）
不停此站
快速「花咲」（往根室）、普通
厚床－別當賀－落石

## 外部連結
- （日語）JR北海道 – 別當賀車站（页面存档备份，存于）
- （日語）別當賀車站（页面存档备份，存于）
- （日語）全驛參觀之旅（页面存档备份，存于）